# 哈比卜·科伊特
哈比卜·科伊特（Habib Koité，1958年1月27日—）是一位国际知名的塞內加爾音乐家，他演奏吉他。他的班底Bamada是一群西非天才组成的超级组合，其中包括演奏巴拉風的Kélétigui Diabaté。

## 音乐风格
Koité由于对吉他的独特演奏而成名，他将吉他改变为五色音阶，并将管弦乐器演奏得如同kamale n'goni上的世界般。他音乐的另一部分则听上去更像是蓝调或者弗拉门科名歌，这两种风格都是他从Khalilou Traore那里学习到的。
Koité的声音给人的感觉是亲切、放松与平静的。Bamada成员演奏说话鼓、吉他、低音电吉他、套鼓、口琴，小提琴、calabasa与科拉琴。Koité谱写与编排所有的歌曲，并用英语、法语、班巴拉语演唱。

## 历史
1958年，科伊特出生于一个音乐家庭，从父母那里，他通过观察和聆听学会了谱曲。他在巴马科国家艺术学院学习了仅六个月后便于1978年成为一名指挥。1982年毕业，1988年组建了自己的乐队Bamada。“Bamada”这个名字是对马里首都巴马科居民的昵称，这个字大体上可以翻译为“在鳄鱼的口中”。 乐队其他成员都是Koité童年的伙伴。
Koité最著名的歌曲之一“Cigarette Abana”（不要再有香烟）是在1991年最先录制的。在随后推出的CD Baro中的拉丁版本为Koite赢得了1992年的法国国际广播电台发现奖。在获得了这次肯定之后，Koité终于有机会在1994年展开踏出非洲的巡回演唱。他于次年遇到了他的经纪人并发行了首张唱片Muso Ko，这张唱片登上了欧洲世界音乐排行榜的第三名。其中的两首歌曲I Ka Barra和Din Din Wo还被收录在微软发行的Windows Vista中，这就意味着他的音乐将会被安装在数以百万计的个人电脑中。他的第二张唱片Ma Ya依然成绩斐然。
哈比卜和Bamada于2000年的非洲根芽节在伦敦的瓮城登台演出，他们也在其它的国际节日中演出。2000年下半年，Habib成为美国与加拿大“马里的声音”巡回演唱的一员。2004、2005年，Habib和乐队两次穿越美国为热情的听众演出。他于2005年12月在罗德岛普罗维登斯举办了单场义演。Bamada目前正在为他们的最新唱片Afriki进行国际巡回演唱。